# Сюзанна Кейсен
Сюзанна Кейсен (англ. Susanna Kaysen; народилася 11 листопада 1948) — американська письменниця.

## Біографія
Сюзанна Кейсен народилася і виросла в Кембриджі, штат Массачусетс. Вона — дочка економіста Карла Кейсена, викладача в MIT і колишнього консультанта президента Джона Кеннеді, і його дружини Аннет Кейсен. У Сюзанни є сестра.
Кейсен вчилася в середній школі у Бостоні й Кембриджській школі, перш, ніж її відправили на лікування в McLean Hospital у 1967, щоб пройти там психіатричне лікування депресії. Її стан було діагностовано як розлад особистості. Після вісімнадцяти місяців лікування вона була виписана. Пізніше Сюзанна описала цей досвід у своїй автобіографії — у 1993 році вийшла книга «Перерване життя», по якій був знятий фільм у 1999 році, роль Кейсен у ньому виконала Вайнона Райдер.

## Твори
- Asa, As I Knew Him, 1987, ISBN 978-0-679-75377-3
- Far Afield, 1990, ISBN 978-0-679-75376-6
- Girl, Interrupted, 1993, ISBN 978-1-85381-835-6
- The Camera My Mother Gave Me, 2001, ISBN 978-0-679-76343-7

## «Перерване життя» («Girl, Interrupted»)
У квітні 1967 року, 18-річна дівчина потрапляє до лікарні Макліна в Бельмонті, штат Массачусетс, після спроби самогубства. Хоча вона заперечує, що це було самогубство, їй ставлять діагноз — розлад особистості.
Пацієнти клініки: Поллі, Синтія, Ліза, Джорджина, Дейзі та інші. Вона знайомиться з Лізою, доволі агресивною дівчиною-соціопаткою, і вони стають подругами.
У Сюзанни виникають труднощі з осмисленням зорових образів. Вона припускає, що психічне здоров'я є брехнею, вигаданою, щоб допомогти «здоровим» відчувати себе «нормально». Вона також питає, як лікарі лікують психічні захворювання, чи це лікування мозку, чи — розуму.
Під час свого перебування, Сюзанна переживає період деперсоналізації. Вона кусає собі руки після того, як їй здається, що вона «втратила кістки». Крім того, під час поїздки до стоматолога, Сюзанна стає несамовитою. Коли вона виходить із загальної анестезії, їй ніхто не каже, як довго вона була без свідомості. І вона боїться, що втратила час.
Після виходу з Маклін, Сюзанна підтримує зв'язок з Джорджиною. Вона також побачила Лізу, яка збиралася сісти в метро зі своїм сином.